# Teste de Seliwanoff

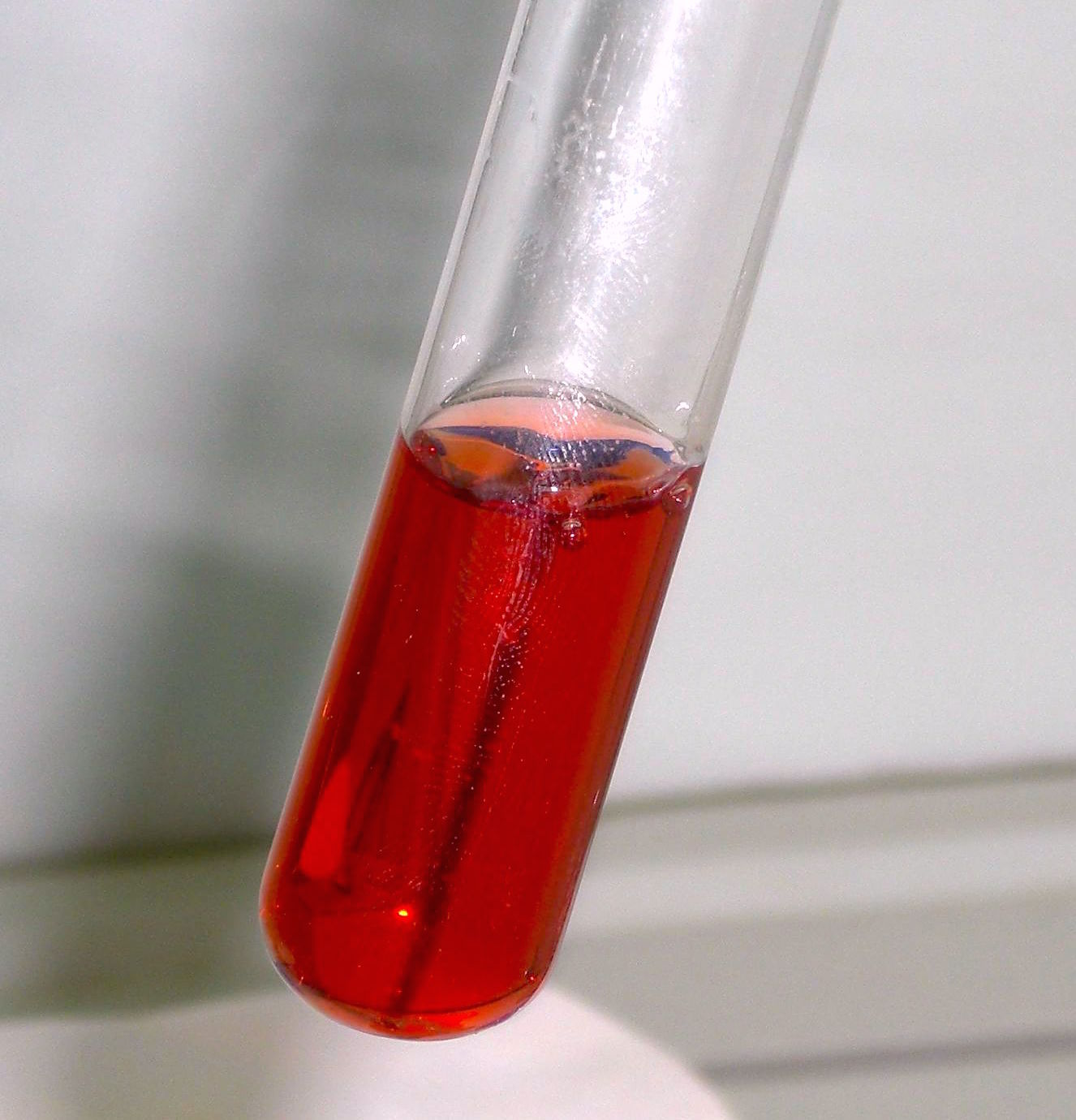
Um exemplo de teste de Seliwanoff positivo

O teste de Seliwanoff é um teste químico que distingue aldoses de cetoses. Ele baseia-se no princípio de que, quando aquecidas, cetoses são desidratadas mais rapidamente que aldoses. O teste foi nomeado em homenagem a Theodor Seliwanoff, químico que o idealizou. Por um lado, quando adicionado a uma solução contendo cetoses, o reagente de Seliwanoff promove o estabelecimento de uma cor vermelha, indicando um teste com resultado positivo. Por outro lado, caso seja adicionado a uma solução contendo apenas aldoses, a solução adquire aos poucos uma coloração levemente rósea.

Reação de Seliwanoff

O reagente de Seliwanoff consiste em uma mistura de resorcinol e ácido clorídrico concentrado. A reação ocorre como segue:
- A hidrólise ácida de cetoses em polissacarídeos e em oligossacarídeos produz açúcares mais simples seguidos de furfural.[1]
- A cetose desidratada reage, então, com dois equivalentes de resorcinol em uma série de reações de condensação para produzir uma molécula com uma cor vermelho-cereja profunda.
- Aldoses podem reagir ligeiramente resultando em uma cor levemente rósea.

A frutose e a sacarose são dois açúcares comuns que têm resultado positivo no teste. A sacarose leva a um teste positivo por ser um dissacarídeo constituído de frutose e glicose.
Geralmente, HCl 6M é usado para executar esse teste. Em meio ácido, a cetose desidrata mais rápido, bem como ocorre o teste. Aldoses reagem muito lentamente e resultam em cores claras.